# Sampo (film fra 1959)
|  | For andre betydninger, se Sampo (flertydig) |
Sampo (russisk: Сампо) er en sovjetisk-finsk spillefilm fra 1959 co-produceret af Suomi-Filmi og Mosfilm og instrueret af sovjetiske Aleksandr Ptusjko og finske Risto Orko. Filmen er løst baseret på hændelserne i det finske nationalepos Kalevala. 

## Handling
Folket i Kalevala er fredelige og hårdtarbejdende mennesker, der har alt, bortset fra den mystiske Sampo, et mytisk artefakt, en mølle, der kan lave korn, salt og guld og give rigdom til enhver der har den i sit eje. Den eneste i Kalevala, der kan fremstille en Sampo er smedden Ilmarinen, men han kan først fremstille den, når han søster Annikki er blevet forelsket. Annikki bliver dog forelsket i den unge hårdtarbejdende Lemminkäinen.
Alt er dog ikke idyl. I det fjerne mørke land Pohjola er regenten den onde troldmand Louhi, og han ønsker sig også en Sampo, men troldmændene i Pohjola kan ikke fremstille en. Louhi får at vide, at kun Ilmarinen kan fremstille en Sampo og Louhi får Annikki bortført til Pohjola som gidsel. Lemminkäinen og Ilmarinen tager til Pohjola for at befri Annikki. I Pohjola får de to forskellige opgaver, til sidst at fremstille en Sampo. Ilmarinen forsøger at nægte, men fremstiller så en Sampo, der straks begynder at fremstiller korn, salt og guld. 
Lemminkäinen og Ilmarinen genforenes med Annikki og sejler tilbage mod Kalevala. Lemminkäinen bliver vred, da det går op for ham, at folkene i Kalevala aldrig vil kunne komme til at eje en Sampo og han hopper i havet for at svømme tilbage for at få fat på Sampoen. Da Lemminkäinen når tilbage til Pohjola, hæver han den fortryllelse som Louhi har lagt over Kalevala - en tæt tåge. Lemminkäinen sejler tilbage til Kalvala, men Louhi kaster en storm efter ham, der ødelægger hans båd og Sampoen. Lemminkäinen svømmer dog tilbage til Kalevala med et lille stykke af Sampoen og man håber, at det lille stykke vil skabe velstand og glæde i landet. Lemminkäinen og Annikki bliver gift og alle fester. Louhi er dog rasende og tager til Kalevala og stjæler Solen, som han tager tilbage til Pohjola, hvor han gemmer den i en dyb grotte inde i fjeldet.
Mens Kalevala lider under det uendelige mørke, bevarer Lemminkäinen håbet, og han beder Ilmarinen om at smede en ny sol. Landets vise mand Väinämöinen forklarer dog at det ikke kan lade sig gøre, og at de må tage til Pohjola og tage solen tilbage. Väinämöinen forklarer folket, at slaget vil blive udkæmpet med kanteler (et traditionelt finsk musikinstrument) og ikke med blankvåben. Folket i Kalevala forbereder sig ved at skaffe træ og metal til kantelernes strenge.
Da de to folk (Kalevala og Pohjola) mødes på en frossen sø for at kæmpe, begynder Väinämöinen at spille og Louhis trolde falder i søvn. Louhi forsøger forgæves at få dem til at vågne op. Han forsøger i stedet at sende sin magiske kappe til at dræbe kalevalaerne, men det lykkedes at stoppen kappen i et hul i isen. Lemminkäinen går op på fjeldet, hvori Solen er skjult, og frygt får Louhi til at blive til sten. Lemminkäinen åbner fjeldet med sit sværd og Solen kommer tilbage. 